# Emerse Faé
Emerse Faé (Nantes, 24 januari 1984) is een gewezen profvoetballer uit Ivoorkust, die speelde als centrale middenvelder. Hij beëindigde zijn loopbaan in 2012 bij de Franse club OGC Nice. Faé, ook in het bezit van de Franse nationaliteit, speelde in totaal 46 interlands voor Ivoorkust in de periode 2005–2012.
| Interlands van Emerse Faé voor Ivoorkust | Interlands van Emerse Faé voor Ivoorkust | Interlands van Emerse Faé voor Ivoorkust | Interlands van Emerse Faé voor Ivoorkust | Interlands van Emerse Faé voor Ivoorkust | Interlands van Emerse Faé voor Ivoorkust |
| №                                        | Datum                                    | Wedstrijd                                | Uitslag                                  | Competitie                               | Goals                                    |
| ---------------------------------------- | ---------------------------------------- | ---------------------------------------- | ---------------------------------------- | ---------------------------------------- | ---------------------------------------- |
| 1                                        | 27 Mar 2005                              | Ivoorkust – Benin                        | 3–0                                      | WK-kwalificatie                          |                                          |
| 2                                        | 03 Jun 2005                              | Libië – Ivoorkust                        | 0–0                                      | WK-kwalificatie                          |                                          |
| 3                                        | 17 AUg 2005                              | Frankrijk – Ivoorkust                    | 3–0                                      | Oefeninterland                           |                                          |
| 4                                        | 04 Sep 2005                              | Ivoorkust – Kameroen                     | 2–3                                      | WK-kwalificatie                          |                                          |
| 5                                        | 21 Jan 2006                              | Marokko – Ivoorkust                      | 0–1                                      | Africa Cup                               |                                          |
| 6                                        | 24 Jan 2006                              | Libië – Ivoorkust                        | 1–2                                      | Africa Cup                               |                                          |
| 7                                        | 28 Jan 2006                              | Egypte – Ivoorkust                       | 3–1                                      | Africa Cup                               |                                          |
| 8                                        | 04 Feb 2006                              | Kameroen – Ivoorkust                     | 1–1                                      | Africa Cup                               |                                          |
| 9                                        | 07 Feb 2006                              | Nigeria – Ivoorkust                      | 0–1                                      | Africa Cup                               |                                          |
| 10                                       | 10 Feb 2006                              | Egypte – Ivoorkust                       | 0–0                                      | Africa Cup                               |                                          |
| 11                                       | 01 Mar 2006                              | Spanje – Ivoorkust                       | 3–2                                      | Oefeninterland                           |                                          |
| 12                                       | 27 May 2006                              | Zwitserland – Ivoorkust                  | 1–1                                      | Oefeninterland                           | Goal                                     |
| 13                                       | 30 May 2006                              | Chili – Ivoorkust                        | 1–1                                      | Oefeninterland                           |                                          |
| 14                                       | 04 Jun 2006                              | Slovenië – Ivoorkust                     | 0–3                                      | Oefeninterland                           |                                          |
| 15                                       | 16 Aug 2006                              | Ivoorkust – Senegal                      | 0–1                                      | Oefeninterland                           |                                          |
| 16                                       | 15 Nov 2006                              | Ivoorkust – Zweden                       | 1–0                                      | Oefeninterland                           |                                          |
| 17                                       | 22 Aug 2007                              | Ivoorkust – Egypte                       | 0–0                                      | Oefeninterland                           |                                          |
| 18                                       | 08 Sep 2007                              | Gabon – Ivoorkust                        | 0–0                                      | Africa Cup                               |                                          |
| 19                                       | 17 Oct 2007                              | Oostenrijk – Ivoorkust                   | 3–2                                      | Oefeninterland                           |                                          |
| 20                                       | 21 Nov 2007                              | Qatar – Ivoorkust                        | 1–6                                      | Oefeninterland                           |                                          |
| 21                                       | 12 Jan 2008                              | Koeweit – Ivoorkust                      | 0–2                                      | Oefeninterland                           |                                          |
| 22                                       | 29 Jan 2008                              | Ivoorkust – Mali                         | 3–0                                      | Africa Cup                               |                                          |
| 23                                       | 03 Feb 2008                              | Ivoorkust – Guinee                       | 5–0                                      | Africa Cup                               |                                          |
| 24                                       | 09 Feb 2008                              | Ghana – Ivoorkust                        | 4–2                                      | Africa Cup                               |                                          |
| 25                                       | 24 May 2008                              | Japan – Ivoorkust                        | 1–0                                      | Oefeninterland                           |                                          |
| 26                                       | 01 Jun 2008                              | Ivoorkust – Mozambique                   | 1–0                                      | WK-kwalificatie                          |                                          |
| 27                                       | 08 Jun 2008                              | Madagaskar – Ivoorkust                   | 0–0                                      | WK-kwalificatie                          |                                          |
| 28                                       | 14 Jun 2008                              | Botswana – Ivoorkust                     | 1–1                                      | WK-kwalificatie                          |                                          |
| 29                                       | 22 Jun 2008                              | Ivoorkust – Botswana                     | 4–0                                      | WK-kwalificatie                          |                                          |
| 30                                       | 07 Sep 2008                              | Mozambique – Ivoorkust                   | 1–1                                      | WK-kwalificatie                          |                                          |
| 31                                       | 11 Feb 2009                              | Turkije – Ivoorkust                      | 1–1                                      | Oefeninterland                           |                                          |
| 32                                       | 10 Oct 2009                              | Malawi – Ivoorkust                       | 1–1                                      | WK-kwalificatie                          |                                          |
| 33                                       | 04 Jan 2010                              | Tanzania – Ivoorkust                     | 0–1                                      | Oefeninterland                           |                                          |
| 34                                       | 07 Jan 2010                              | Rwanda – Ivoorkust                       | 0–2                                      | Oefeninterland                           |                                          |
| 35                                       | 15 Jan 2010                              | Ivoorkust – Ghana                        | 3–1                                      | Africa Cup                               |                                          |
| 36                                       | 24 Jan 2010                              | Ivoorkust – Algerije                     | 2–3                                      | Africa Cup                               |                                          |
| 37                                       | 03 Mar 2010                              | Ivoorkust – Zuid-Korea                   | 0–2                                      | Oefeninterland                           |                                          |
| 38                                       | 10 Aug 2010                              | Italië – Ivoorkust                       | 0–1                                      | Oefeninterland                           |                                          |
| 39                                       | 17 Nov 2010                              | Polen – Ivoorkust                        | 3–1                                      | Oefeninterland                           |                                          |
| 40                                       | 2 Aug 2011                               | Ivoorkust – Mali                         | 1–0                                      | Oefeninterland                           |                                          |